# Sidorenkomyia aurita
Sidorenkomyia aurita är en tvåvingeart som beskrevs av Fedotova 2004. Sidorenkomyia aurita ingår i släktet Sidorenkomyia och familjen gallmyggor. Inga underarter finns listade i Catalogue of Life.